# Pokémon 4Ever
Pokémon 4Ever (Engels: Pokémon 4Ever: Celebi - Voice of the Forest) is de vierde film uit de Pokémon-serie. Het is in première gegaan in Japan op 14 juli 2001 en in de Verenigde Staten op 11 oktober 2002. De film bevat een nieuwe Pokémon die zijn debuut hier maakt genaamd Celebi. De Japanse titel is Pokémon the Movie: Celebi A Timeless Encounter.

## Verhaal
De film richt zich op Celebi, die naar de toekomst reist met een jongen genaamd Sam terwijl ze achtervolgd worden door een jager. Ondertussen zijn Ash, Misty, Brock en Pikachu op weg naar de volgende gym in hun Johto reis en krijgen ze een lift van een man genaamd Maki, die hen naar zijn geboortestad Arborville brengt. Ze zien een Suicune (die eigenlijk de eerste Pokémon was die Ash zag in Johto). Als ze van plan zijn een bos in te gaan, waarvan wordt beweerd dat er veel bijzondere en zeldzame Pokémon zijn, worden ze gewaarschuwd door een oudere dame over de "Stem van het Woud", die een persoon weg kan dragen naar een andere periode in de tijd, tenzij ze stilstaan als ze het horen.
Ash vindt Sam alleen in het bos als Celebi is gevlucht. Sam wordt wakker en ontdekt dat hij 40 jaar in de toekomst is. Hij, Ash, en de anderen zoeken naar Celebi en ze vinden hem in een boom. Na enkele overtuigingen, slaagt de groep erin om Celebi's vertrouwen te winnen. Ze komen een hoger lid van Team Rocket tegen, de Iron Masked Marauder, die geprobeerd heeft om Celebi te vangen. Jessie, James en Meowth vormen een team met de Iron Masked Marauder om Celebi te vangen.
De helden nemen Celebi mee naar zijn huis, het meer van het leven, waar hij wordt genezen door het water. De groep overnacht in het bos. De volgende dag is Celebi gevangengenomen door de Iron Masked Marauder en is hij kwaadaardig geworden door de Dark Bal, een bal met speciale krachten die de gevangen Pokémon kwaadaardig maakt en ze ook nieuwe krachten en vaardigheden geeft die ze duizend keer sterker maken. Ash probeert Celebi te redden door Marauders robot te beklimmen, die omvalt en ze beiden eruit gooit. Ash landt op de grond, maar de Marauder begint op zijn hand te trappen, en blijft dit doen tot Ash bewusteloos raakt en valt. De Iron Masked Marauder beveelt Celebi een gigantisch monster te maken dat bestaat uit delen van het bos. De helden achtervolgen Celebi in Maki's vliegende boot, maar worden neergehaald door Celebi's boze aanvallen. De Iron Masked Marauder probeert Ash en Sam te doden, maar Suicune redt ze. Onix en Suicune gaan de strijd aan met de kwade Tyranitar van de Masked Marauder, terwijl Ash, Sam, en Pikachu Celebi bevrijden en erin slagen om Celebi's herinneringen terug te brengen en hem terug normaal te maken.
Met de ineenstorting van het reuzemonster valt Iron Masked Marauder in het meer. De andere helden haasten zich naar de rand van het meer en vinden Ash en Sam met Celebi, die plotseling bezwijkt. Ash en Sam realiseren zich dat Celebi dood is en iedereen huilt. Echter, de Stem van het Woud materialiseert in de lucht en duizenden Celebi's verschijnen en doen Celebi terug leven. De Iron Masked Marauder verschijnt en kidnapt Celebi en vliegt met een jetpack, maar Ash en Pikachu houden zich aan hem vast als hij wegvliegt. Pikachu vernietigt de Masked Marauders jetpack met een "donderschok" aanval en ze vallen naar de aarde, maar Celebi redt hen. De Iron Masked Marauder valt tot op de bosbodem (verliest zijn masker en Dark Balls in het proces), wordt geconfronteerd met de oude vrouw, haar kleindochter Diana, Maki, en alle Pokemon van het bos, en krijgt het pak rammel van zijn leven.
Celebi bereidt zich voor om Sam terug te brengen naar zijn eigen tijd. Hij heeft een emotioneel afscheid genomen van Ash en vertrekt met Celebi. Voordat Ash de stad verlaat voor zijn volgende reis, praat hij met Professor Oak over wat er is gebeurd, en mijmert over het verhaal. Professor Oak vertelt een droevige Ash dat hij en Sam voor altijd vrienden blijven.
Ash, Brock en Misty beseffen dat ze Professor Oak nooit de naam van Sam hebben verteld, maar worden al snel afgeleid door de vertrekkende boot. Professor Oak wordt dan getoond met het schetsboek van eerder in de film, waaruit blijkt dat Professor Oak (wiens voornaam Samuel is) de volwassen Sam is. Hij onthult eindelijk dat het gebeurde alsof het gisteren is, na het mijmeren over een schets die hij maakte van een slapende Pikachu en Celebi.

## Rolverdeling
| Acteur             | Personage            | Engelse versie   |
| ------------------ | -------------------- | ---------------- |
| Rica Matsumoto     | Ash Ketchum          | Veronica Taylor  |
| Ikue Ōtani         | Pikachu              | Ikue Ōtani       |
| Mayumi Iizuka      | Misty                | Rachael Lillis   |
| Yuuji Ueda         | Brock                | Eric Stuart      |
| Satomi Kōrogi      | Togepi               | Satomi Kōrogi    |
| Megumi Hayashibara | Jessie               | Rachael Lillis   |
| Shinichirou Miki   | James                | Eric Stuart      |
| Inuko Inuyama      | Meowth               | Maddie Blaustein |
| Mika Kanai         | Bayleef              | Mika Kanai       |
| Keiko Toda         | Sammy                | Tara Sands       |
| Anne Suzuki        | Diana                | Roxanne Beck     |
| Mami Koyama        | Towa                 | Veronica Taylor  |
| Mami Koyama        | Towa                 | Kerry Williams   |
| Shirō Sano         | Iron Masked Marauder | Dan Green        |
| Katsuyuki Konishi  | Scizor               | Eric Stuart      |
| Yumi Tōma          | Sneasel              | Kayzie Rogers    |
| Kazuko Sugiyama    | Celebi               | Kazuko Sugiyama  |
| Masahiko Tanaka    | Suicune              | Masahiko Tanaka  |
| Takashi Fujii      | White                | Marc Thompson    |
| Kouichi Yamadera   | Hunter               | Eric Stuart      |
| Koichi Sakaguchi   | Hunter's Scyther     |                  |
| Tomoyuki Kōno      | Hunter's Houndoom    |                  |
| Hisao Egawa        | Hunter's Ursaring    |                  |
| Akiko Suzuki       | Hunter's Furret      |                  |
| Ryouka Yuzuki      | Hunter's Teddiursa   | Tara Jayne       |
| Shinichi Namiki    | Hunter's Stantler    |                  |
| Kaori Tsuji        | Hunter's Oddish      | Kayzie Rogers    |
| Masaru Motegi      | Croconaw             | Eric Stuart      |
| Unshō Ishizuka     | Professor Oak        | Stuart Zagnit    |
| Tomokazu Seki      | Tracey Sketchit      | Ted Lewis        |
| Unshō Ishizuka     | Narrator             | Rodger Parsons   |